# أنيس الراوي
أنيس الراوي، (1945-2024)، أستاذ جامعي وداعية إسلامي عراقي، ويعتبر من أعلام العراق في الكيمياء الإشعاعية، نشر عددا من الأبحاث العلمية والكتب كما أشرف على كثير من رسائل الماجستير والدكتوراه.

## النشأة والمولد
ولد أنيس مالك علاوي الراوي في عام 1365 هـ /1945م في العراق، ونشأ بمنطقة العامرية في العاصمة بغداد.

## الدراسة
بعد إكمالهِ الدراسة الإعدادية حصل على درجة بكالوريوس العلوم من جامعة بغداد عام 1967. بعد ذلك سافر إلى بريطانيا لإكمال دراسته فالتحق بجامعة سالفورد ونال بكالوريوس شرف في الكيمياء الإشعاعية عام 1972. ثم حصل على درجة الماجستير في الكيمياء الإشعاعية عام 1973، ثم أكمل دراسته ليحصل على درجة الدكتوراه في التخصص نفسه من الجامعة نفسها عام 1976.

## أهم المناصب
شغل الراوي العديد من المناصب ومنها:
- رئيس قسم الكيمياء في كلية التربية للبنات بجامعة بغداد في الفترة 1984–1996.
- رئيس جمعية الشبان المسلمين 1997–2007.
- ترأس اللجنة العلمية في جمعية الشبان المسلمين 1997–2005.
- عميد كلية العلوم للبنات في جامعة بغداد في الفترة 2003–2006.
- مستشار ثقافي في السويد بين عامي 2007–2012.
- رئيس تحرير مجلة أم سلمة التابعة لكلية العلوم بجامعة بغداد.
- إمام وخطيب مسجد مركز أم المؤمنين خديجة «جامع شيستا» في ستوكهولم.

## انجازاته ومؤلفاته
لهُ الكثير من المؤلفات ونشر كتباً وأبحاثاً علمية وأشرف على كثير من رسائل الماجستير والدكتوراه، كما أسهم في تقديم برامج تلفازية عن الإعجاز العلمي في القرآن، ومن كتبهِ المنشورة «في ظلال الملكوت».
نشر 45 بحثا علمياً أغلبها عالمي في الفترة بين سنتي 1976 و2006، وأشرف على 28 رسالة ماجستير و21 رسالة دكتوراه. نفّذ 11 مشروعاً دوائياً بالتعاون مع وزارة الصناعة العراقية بين سنتي 1998 و2000، وأشرف على التعاون العلمي مع معهد الدراسات العليا شمال شرق ويلز بين سنتي1986 و2000.

## وفاته
توفي الدكتور أنيس الراوي يوم الجمعة 22 ربيع الآخر 1446 هـ، الموافق 25 أكتوبر/تشرين الأول 2024 في ستوكهولم عاصمة السويد حيث كان يقيم.

## وصلات خارجية
- محاضرة للدكتور أنيس الراوي، على موقع يوتيوب نزهة علمية ووجدانية مع عروس القران - أنيس الراوي - YouTube
- محاضرة للدكتور أنيس الراوي، على موقع يوتيوب المادة السوداء (في الفضاء) من منظور القرآن الكريم - أنيس الراوي - YouTube